# Sonata per pianoforte n. 5 (Beethoven)
La Sonata per pianoforte n. 5, Op. 10 n. 1 apre il ciclo di tre sonate composte da Ludwig van Beethoven e pubblicate insieme come Op. 10. Pur essendo delle sonate che guardano molto al passato, conservatrici, la rivista Allgemeine musikalische Zeitung di Lipsia le criticò duramente:
Tuttavia Beethoven non si curò delle opinioni critiche a cui era avvezzo.

## Struttura

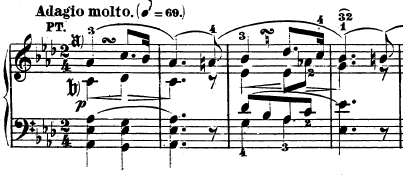
Il secondo movimento della sonata: Adagio molto

La prima sonata dell'op. 10 è strutturata in tre movimenti (manca difatti un minuetto o uno scherzo, presenti nelle precedenti sonate). Si tratta di un lavoro che rimanda per molti versi alle composizioni dei decenni precedenti, tanto che spesso venne paragonata alla sonata K 457 e alla Fantasia K 475 di Mozart (scritte nella stessa tonalità dell'op. 10 n. 1). L'Allegro molto e con brio attacca in modo brusco, ma l'energia si spegne rapidamente e lascia il posto a temi più leggeri, una successione che caratterizza l'intero primo movimento.

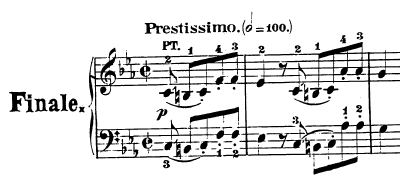
Terzo ed ultimo movimento (Prestissimo)

Non mancano tuttavia i tratti tipicamente beethoveniani: l'Adagio molto segue le orme dei movimenti lenti presenti nelle quattro sonate fino ad allora pubblicate, mentre il successivo Prestissimo è interamente pervaso di energia e tensione. Beethoven prevedeva originariamente una ripresa in fa maggiore del secondo tema di quest'ultimo movimento. Pare anche che la Bagatella WoO 52 e l'Allegretto WoO 53 fossero stati pensati come terzo movimento della sonata n. 5 (entrambi in do minore).

### Analisi del primo movimento
La struttura formale del primo movimento è quella della forma-sonata: esposizione (due temi) – sviluppo (del primo tema) – ripresa e coda finale. Il tempo indicato è Allegro molto e con brio in tre quarti. La tonalità è quella di do minore.

#### Esposizione
Inizia subito il primo tema nella tonalità d'impianto; è formato da tre parti: (1) tema (di quattro battute), (2) ripetizione del tema (con una modulazione alla sopradominante la bemolle quinta diminuita e settima diminuita) e (3) codetta del tema con ritorno alla tonica. Il tema vero e proprio è formato da un accordo sulla tonica seguito da un arpeggio ascendente sempre sulla tonica [bb. 1-22]:
Alla battuta 22 inizia la “contro-enunciazione” (o ponte modulante di preparazione all'entrata del secondo tema) terminante con tre battute di accordi per quarte (re minore quinta diminuita – sol maggiore – do minore). Appare quindi il secondo tema nella tonalità della mediante (mi bemolle maggiore) [bb. 26-36]:
Secondo alcuni autori questo primo tempo ha un ”difetto estetico”, in quanto tutti i vari elementi (il primo tema, il ponte modulante ed il secondo tema) procedono per intervalli ascendenti e quindi causano una certa monotonia o ”scialba omogeneità”. La codetta del secondo tema si collega direttamente alla coda dell'esposizione (battute 48-105), dove un elemento di freschezza ed eleganza si presenta grazie al basso albertino, che accompagna le melodie conclusive dell'esposizione [bb. 56-63]:

#### Sviluppo
All'inizio dello sviluppo il tema viene subito ripreso ed elaborato, ma nella tonalità maggiore (do maggiore) (battute 106-115). Due battute (che ricalcano quelle nell'esposizione in posizione 28-30) chiudono questo breve sviluppo del tema principale, mentre alla battuta 118 appare un nuovo tema lirico cantabile nella tonalità della sottodominante minore (fa minore) [bb. 114-124]:
Anche questo nuovo tema si appoggia ad un basso albertino, ma la cosa più notevole è l'ampiezza di questa nuova idea che occupa praticamente tutto lo sviluppo (dalla battuta 118 alla 158) e che determinerà delle precise conseguenze nella ripresa. Alla battuta 158 inizia la coda dello sviluppo formata da dieci battute di accordi sincopati.

#### Ripresa
Alla battuta 168 inizia la ripresa, con il tema principale esposto alla tonica (do minore). Mentre alla battuta 191 ritorna il secondo tema che, invece di essere esposto alla tonica (do), si presenta nella tonalità della sottodominante maggiore (vedi i la bequadro), riallacciandosi al tema dello sviluppo esposto nello stesso grado [bb. 191-196]
Alla misura 215 ritorna il tema della coda dell'esposizione (quello con il basso albertino); ma siamo ancora nella tonalità della sottodominante maggiore. Alla battuta 229 la trasformazione da fa maggiore a fa minore e subito dopo alla battuta 233 inizia la coda finale del movimento nella tonalità d'impianto (do minore):
Dopo una fugace apparizione dell'inciso iniziale del tema principale (battute 263-267) una cadenza perfetta (sol maggiore – do minore) chiude il primo movimento.

La tradizione classica prevedeva una conclusione in maggiore di un brano iniziato in minore, qui invece Beethoven ha preferito passare quasi inosservato, anche perché questo movimento non richiede conclusioni spettacolari.

### Analisi del secondo movimento
Il secondo movimento è un Adagio molto in due quarti. È un lied in due parti con la presenza di un secondo tema: quindi è quasi in forma-sonata; ma secondo alcuni autori può essere considerata una cavatina (esposizione e ripresa). La tonalità è la bemolle maggiore (la tonica per questo movimento). Il tema è dolce e quasi settecentesco [bb. 1-10] (prima frase):
La seconda frase si sviluppa dalla battuta 11 alla battuta 16, a cui fa seguito una codetta con una breve ripresa del tema ed un'altra codetta virtuosistica (battute 28-31) a cui fa seguito immediatamente una breve seconda idea in mi bemolle maggiore (dominante) [bb. 32-35]:
La prima parte si chiude su un ritmo di terzine di semicrome. Segue la ripresa separata solamente da un brusco accordo arpeggiato di settima di dominante (battuta 46). Ritorna appena variato il tema principale con la sua codetta; alcune battute virtuosistiche e la seconda idea (nella tonalità della tonica – la bemolle maggiore – come vuole la norma della forma-sonata). Il movimento si chiude sul tema principale con un accompagnamento sincopato (battuta 91), facendo apparire la melodia più consistente rispetto alle prime esposizioni. Le ultime undici battute sono caratterizzate da una lunga linea del basso che sembra imitare un violoncello.

### Analisi del terzo movimento
Il terzo movimento è senz'altro il più riuscito dei tre. Si sente già in esso un carattere assolutamente beethoveniano. La brevità delle varie fasi e l'arditezza di certi passaggi fanno pensare alla futura Quinta Sinfonia. Il tempo indicato in partitura è Prestissimo in tempo tagliato (quattro quarti suddiviso però in due movimenti: uno in battere e l'altro in levare). La tonalità d'impianto è quella dell'intera sonata: do minore. La struttura formale è quella della forma-sonata, anche se lo sviluppo è molto breve (solo undici battute).

#### Esposizione
Il tema, nervoso e sbrigativo, è basato su una figura a cinque ottavi, presentata all'unisono dalle due mani. Questo inciso viene ripetuto per tre volte terminando rispettivamente sulla mediante, dominante e tonica (le tre note dell'accordo della tonalità di base), per poi concludere naturalmente su un accordo di dominante (sol maggiore). Siamo indubbiamente in presenza di un tipico tema beethoveniano chiuso e completo nella sua ferrea logica [bb. 1- 5]:
Una seconda frase (battute 5-8) espressa nella tonalità dominante maggiore ed una codetta dalla battuta 9 alla 12 chiude questa prima esposizione del tema principale. Segue un ponte modulante di semicrome, che si conclude su un accordo di dominante (sol maggiore) con corona (semi cadenza o cadenza sospesa). Questo è il massimo che Beethoven concede come modulazione al consueto passaggio alla tonalità relativa maggiore. Ed è proprio in questo ambiente tonale (mi bemolle maggiore) che viene esposta la seconda idea [bb. 17-23]:
Questo secondo tema (anch'esso abbastanza stringato) si compone di due frasi (la seconda delle quali termina sulla dominante di dominante – si bemolle maggiore) ed una codetta alla quale si collega direttamente la coda dell'esposizione, con chiusura sulla tonalità relativa maggiore (mi bemolle maggiore). In questa coda nelle battute 29-31 compare fugacemente dell'inciso (le cinque crome) del tema principale.

#### Sviluppo
Lo sviluppo è molto breve: dalla battuta 48 alla 58. Viene elaborato il tema principale nell'ambiente tonale della dominante (sol) inizialmente con la dinamica piano, ma poi un rapidissimo crescendo porta la dinamica fortissimo, per chiudere lo sviluppo con un'eccezionale ferocia. Nelle ultime battute è impossibile non riconoscere la cellula iniziale della Quinta sinfonia [bb. 48-58]:

#### Ripresa
Una corona con punto sulla dominante (sol) fa da cesura tra la fine dello sviluppo e la ripresa. Il tema principale viene ripresentato senza grandi modifiche. Alla fine del ponte modulante con la semi cadenza sulla dominante maggiore (sol maggiore), che nell'esposizione serviva ad introdurre il secondo tema nella tonalità relativa maggiore (mi bemolle maggiore),  Beethoven modula invece al do maggiore, e altrettanto facilmente nella codetta del tema passa al minore. Degne di nota sono le ultime fasi della coda finale: ritorna il secondo tema marcato ritardando e calando e nella tonalità napoletana di re bemolle maggiore, che si chiude su una battuta in tempo Adagio. All'improvviso però ritorna il tema principale per chiudere dopo nove battute, come da tradizione, sulla tonica maggiore (do maggiore) [bb. 110-117]: